# Équipe de Pologne de football à la Coupe du monde 1978
L'équipe de Pologne de football participe à la Coupe du monde de football de 1978 organisée en Argentine du 1er juin au 25 juin 1978. Pour sa troisième participation, la Pologne réalise un parcours honorable en atteignant, comme en 1974, le second tour. Ce résultat confirme la Pologne comme une nation majeure du football mondial de la décennie après la troisième place obtenue en 1974 et le titre olympique de 1972.

## Les éliminatoires
C'est la 10e édition des éliminatoires. Les trente-et-une sélections inscrites dans la zone européenne sont réparties en neuf groupes, quatre groupes de quatre équipes et cinq groupes de trois équipes. Les équipes terminant à la première place des groupes 1 à 8 sont qualifiées pour la phase finale de la Coupe du monde en Argentine. L'équipe terminant en tête du groupe 9 se qualifie pour le barrage intercontinental qualificatif pour la phase finale face au vainqueur du groupe 3 de la zone Amérique du Sud. Le tirage au sort place la Pologne dans le groupe 1 avec Chypre, le Danemark et le Portugal.
Les Polonais commencent leur campagne de qualification par un déplacement à Porto contre le Portugal le 16 octobre 1976. La première période entre les deux sélections est équilibrée et aucune n'a réussi à prendre l'avantage avant le retour aux vestiaires, en seconde période la rencontre évolue, dès la 49e minute Grzegorz Lato fait évoluer le score, bien lancé dans la profondeur par un ballon aérien, il réussit à se défaire de son vis-à-vis avant de tenter une frappe victorieuse depuis l'angle de la surface de but portugaise, à la 77e Lato réussit le doublé, à la suite d'une frappe d'un de ses coéquipiers repoussée dans l'axe par le poteau portugais, il devance le défenseur portugais et pousse du gauche le cuir au fond des filets, cette victoire (2-0) lance idéalement la campagne de qualification polonaise. Deux semaines plus tard, la Pologne poursuit sa campagne de qualification en recevant Chypre au Stade Dziesieciolecia de Varsovie, face à l'équipe la moins huppée du groupe, les Polonais prennent rapidement les devants, Kazimierz Deyna ouvre le score sur penalty à la 24e en trompant le portier chypriote d'une frappe croisant bien que ce dernier ait choisi le bon côté, dès la minute suivante, les Polonais réussissent le break grâce à Andrzej Szarmach d'un frappe de l'entrée de la surface, 5 minutes avant la pause Kazimierz Deyna donne plus d'ampleur au score sur corner profitant notamment d'une erreur du portier adverse, à la 58e, à la suite d'une frappe d'un coéquipier, le ballon revient à plus de 25 mètres du but dans les pieds de Zbigniew Boniek, sa reprise de demi-volé permet aux Polonais de prendre quatre buts d'avance, Stanisław Terlecki clôt le score vingt minutes plus tard, à la suite d'un long raide côté gauche Terlecki proche de la sortie de but tente un centre que le gardien de Chypre détourne dans ses propres filets, avec cette victoire (5-0), les Polonais continuent de la meilleure des manières leur parcours vers le mondial sud-américain.
Les Polonais effectuent deux déplacements au cours du mois de mai 1977. Le 1er mai, ils se déplacent au Idrætsparken de Copenhague pour défier le Danemark, dès la 7e minute Lato décale Wlodzimierz Lubanski qui ouvre le score du gauche. Les Polonais font la course en tête à la pause. Les Danois démarrent fort la seconde et égalisent par l'intermédiaire de Allan Simonsen à la 50e mais les Polonais reprennent l'avantage 5 minutes plus tard une nouvelle fois par Wlodzimierz Lubanski. Sur un corner, celui ci reprend victorieusement le cuir de la tête en profitant de la sortie manquée du portier danois. Le score n'évolue plus et les Polonais s'imposent (2-1) à Copenhague. Deux semaines plus tard, les Polonais disputent leur dernier match à l'extérieur contre la sélection chypriote aisément battue à l'aller. Christiakis Antoniou profite d'un coup franc dégagé dans l'axe pour prendre sa chance et ouvrir le score pour Chypre au quart d'heure de jeu. Peu avant la 30e minute, les Polonais prennent de vitesse la défense chypriote, Lato profite d’une frappe lobée d'un coéquipier qui heurte la barre transversale pour égaliser dans le but vide. Puis, peu avant la pose, Stanisław Terlecki donne l'avantage aux blancs et rouges. Démarqué à l'entrée de la surface de but, il marque d'une tête décroisée sur un centre venant de la gauche. En fin de match, Włodzimierz Mazur détourne une frappe polonaise pour tromper le portier adversaire et inscrire son premier but international. Avec cette nouvelle victoire (3-1), la Pologne continue sa marche vers l'Argentine.
Le 21 septembre, la Pologne reçoit le Danemark à Chorzów, devant les 92 500 spectateurs du Stadion Slaski. Bohdan Masztaler ouvre le score à la suite d'un corner cafouillé dans la surface danoise à la 27e minute. Onze minutes plus tard, les Polonais doublent la mise par l'intermédiaire de Grzegorz Lato qui profite d'un ballon relâché par le gardien danois dans l'axe de son but. À l'heure de jeu, c'est au tour de Kazimierz Deyna de marquer et de donner trois buts d'avance à la Pologne. Quelques minutes plus tard, les Polonais concèdent un pénalty et donnent l'opportunité aux Danois de revenir dans le match, Nygaard prenant Jan Tomaszewski à contre pied. Andrzej Szarmach inscrit à la 81e un dernier but et donne de l'ampleur à la victoire polonaise (4-1).
La Pologne conclut sa campagne de qualification pour le mondial sud-américain le 29 octobre en recevant au Stadion Slaski la sélection lusitanienne. Avant le coup d'envoi, la Pologne a déjà un pied en Argentine, les Polonais pouvant en effet se contenter d'un match nul et même d'une petite défaite. À la 38e minute, les Polonais obtiennent un corner que Kazimierz Deyna, le milieu de terrain du Legia Varsovie réussit l'exploit d'ouvrir le score sur un corner direct. En seconde période, Manuel Fernandes égalise sur un contre en profitant d'un bon centre venu du côté gauche de l'attaque. Le score ne change plus (1-1), les Polonais sont qualifiés pour la phase finale pour la seconde fois d'affilée.
| Rang | Équipe   | Pts | J | G | N | P | Bp | Bc | Diff |  | Résultats (▼ dom., ► ext.) |     |     |     |     |
| ---- | -------- | --- | - | - | - | - | -- | -- | ---- |  | -------------------------- | --- | --- | --- | --- |
| 1    | Pologne  | 11  | 6 | 5 | 1 | 0 | 17 | 4  | +13  |  | Pologne                    |     | 1-1 | 4-1 | 5-0 |
| 2    | Portugal | 9   | 6 | 4 | 1 | 1 | 12 | 6  | +6   |  | Portugal                   | 0-2 |     | 1-0 | 4-0 |
| 3    | Danemark | 4   | 6 | 2 | 0 | 4 | 14 | 12 | +2   |  | Danemark                   | 1-2 | 2-4 |     | 5-0 |
| 4    | Chypre   | 0   | 6 | 0 | 0 | 6 | 3  | 24 | -21  |  | Chypre                     | 1-3 | 1-2 | 1-5 |     |

| 16 octobre 1976 | Portugal | 0 - 2 | Pologne       | Das Antas, Porto                               |                                                |
|                 |          |       | Lato 49e, 77e | Spectateurs : 30 000 Arbitrage : M. Kitabdjian | Spectateurs : 30 000 Arbitrage : M. Kitabdjian |
|                 | détails  |       |               | Spectateurs : 30 000 Arbitrage : M. Kitabdjian | Spectateurs : 30 000 Arbitrage : M. Kitabdjian |

| 31 octobre 1976 | Pologne                                                          | 5 - 0 | Chypre | Stade Dziesieciolecia, Varsovie           |                                           |
|                 | Deyna 24e (pen.), 40e · Szarmach 25e · Boniek 58e · Terlecki 76e |       |        | Spectateurs : 50 000 Arbitrage : M. Müncs | Spectateurs : 50 000 Arbitrage : M. Müncs |
|                 | détails                                                          |       |        | Spectateurs : 50 000 Arbitrage : M. Müncs | Spectateurs : 50 000 Arbitrage : M. Müncs |

| 1er mai 1977 | Danemark     | 1 - 2 | Pologne          | Idrætsparken, Copenhague                     |                                              |
|              | Simonsen 50e |       | Lubanski 7e, 55e | Spectateurs : 48 000 Arbitrage : M. Mattsson | Spectateurs : 48 000 Arbitrage : M. Mattsson |
|              | détails      |       |                  | Spectateurs : 48 000 Arbitrage : M. Mattsson | Spectateurs : 48 000 Arbitrage : M. Mattsson |

| 15 mai 1977 | Chypre       | 1 - 3 | Pologne                             | Stade Tsirion, Limassol                      |                                              |
|             | Antoniou 14e |       | Lato 28e · Terlecki 40e · Mazur 82e | Spectateurs : 12 000 Arbitrage : M. Askenazi | Spectateurs : 12 000 Arbitrage : M. Askenazi |
|             | détails      |       |                                     | Spectateurs : 12 000 Arbitrage : M. Askenazi | Spectateurs : 12 000 Arbitrage : M. Askenazi |

| 21 septembre 1977 | Pologne                                             | 4 - 1 | Danemark           | Stadion Slaski, Chorzów                    |                                            |
|                   | Masztaler 27e · Lato 38e · Deyna 62e · Szarmach 81e |       | Nygaard 66e (pen.) | Spectateurs : 92 500 Arbitrage : M. Rainea | Spectateurs : 92 500 Arbitrage : M. Rainea |
|                   | détails                                             |       |                    | Spectateurs : 92 500 Arbitrage : M. Rainea | Spectateurs : 92 500 Arbitrage : M. Rainea |

| 29 octobre 1977 | Pologne   | 1 - 1 | Portugal      | Stadion Slaski, Chorzów                        |                                                |
|                 | Deyna 38e |       | Fernandes 61e | Spectateurs : 80 000 Arbitrage : M. Eschweiler | Spectateurs : 80 000 Arbitrage : M. Eschweiler |
|                 | détails   |       |               | Spectateurs : 80 000 Arbitrage : M. Eschweiler | Spectateurs : 80 000 Arbitrage : M. Eschweiler |

### Buteurs
Au cours de cette campagne, les Polonais ont inscrit dix-sept buts, avec huit joueurs différents, Grzegorz Lato et Kazimierz Deyna ont chacun inscrit quatre buts lors de ces éliminatoires, les attaquants polonais Włodzimierz Lubański, Andrzej Szarmach, Stanislaw Terlecki ont inscrit deux buts, Zbigniew Boniek, Włodzimierz Mazur, Bohdan Masztaler ont eux inscrit un seul but.
| Place | Joueur               | Poste | Buts | MJ | Temps | Adversaire                   |
| ----- | -------------------- | ----- | ---- | -- | ----- | ---------------------------- |
| 1     | Grzegorz Lato        | A     | 4    | 5  | 450   | Portugal (2) Chypre Danemark |
| 1     | Kazimierz Deyna      | M     | 4    | 6  | 515   | Chypre (2) Danemark Portugal |
| 3     | Stanisław Terlecki   | A     | 2    | 3  | 233   | Chypre                       |
| 3     | Włodzimierz Lubański | A     | 2    | 3  | 268   | Danemark (2)                 |
| 3     | Andrzej Szarmach     | A     | 2    | 6  | 540   | Chypre Danemark              |
| 6     | Włodzimierz Mazur    | A     | 1    | 2  | 68    | Chypre                       |
| 6     | Zbigniew Boniek      | A     | 1    | 5  | 177   | Chypre                       |
| 6     | Bohdan Masztaler     | M     | 1    | 6  | 440   | Danemark                     |

## Les joueurs appelés
Pour le mundial argentin, le sélectionneur Jacek Gmoch décide de s'appuyer sur un socle de joueurs ayant pris part à la Coupe du monde 1974 ainsi qu'aux Jeux olympiques 1976. Parmi le groupe sélectionné, neuf joueurs étaient présents en RFA en 1974 et neuf des vingt-deux joueurs étaient présents au Canada en 1976. L'effectif sélectionné est relativement expérimenté. Sur les vingt-deux membres de la sélection, neuf comptent plus de 40 sélections. Ces joueurs, avec d'autres joueurs plus jeunes, Zbigniew Boniek et Adam Nawałka, constituent l'ossature de l'équipe. L'attaquant Włodzimierz Lubański, absent en 1974 pour cause de blessure, fait partie du groupe.
Dans la liste de vingt-deux joueurs, le Wisła Cracovie champion de Pologne en titre et le Stal Mielec sont les clubs les plus représentés avec quatre joueurs, suivi par le Zagłębie Sosnowiec et ses trois joueurs. Parmi les vingt-deux sélectionnés, vingt-et-un jouent dans le championnat polonais, seul l’attaquant Włodzimierz Lubański évolue à l'étranger, en Belgique au KSC Lokeren.
Le plus jeune joueur de la liste est l’attaquant du Wisła Cracovie Andrzej Iwan âgé de seulement 18 ans. Il est le seul joueur dans le groupe ne comptant aucune sélection. Le joueur le plus capé à faire le voyage en Argentine est le capitaine de la sélection Kazimierz Deyna, il compte 79 sélections à la veille du mondial. Włodzimierz Lubański est le meilleur buteur en sélection des joueurs appelés avec 43 réalisations. Le milieu de terrain du Stal Mielec Henryk Kasperczak est le joueur le plus âgé.

## Préparation de l'événement

### Format et tirage au sort
Seize équipes sont qualifiées pour la phase finale. Au premier tour, les équipes sont réparties en quatre groupes de quatre. Les deux premiers de chaque groupe accèdent au deuxième tour, où elles se retrouvent à nouveau dans deux poules de quatre. Les vainqueurs de chaque poule se qualifient pour la finale, et les deuxièmes jouent le match pour la troisième place.
En vue du tirage au sort, quatre pots sont constitués. Le pot 1 comprend les têtes de série, l'Argentine nation hôte, la RFA, tenant du titre, les Pays-Bas finaliste de l'édition précédente et le Brésil, la Pologne fait partie du pot 3.
Le tirage au sort de la phase finale a lieu au Centro Cultural General San Martín de Buenos Aires le 14 janvier 1978, la Pologne est tirée dans le Groupe 2, en compagnie de la RFA, championne du monde en titre et tête de série, du Mexique et de la Tunisie, néophyte représentant l'Afrique.

### Préparation
Avant le mondial argentin, l'équipe de Pologne dispute cinq matchs amicaux. Elle commence sa préparation le 12 novembre 1977 contre la Suède à domicile au Stadion Olimpijsk de Wrocław. L'attaquant du Legia Varsovie Marek Kusto donne l'avantage aux Polonais à la 17e, les Suédois égalisent à la 37e, l'attaquant Sanny Åslund fêtant son premier but international pour sa première sélection. Au retour des vestiaires, la Pologne obtient un penalty que Kazimierz Deyna transforme à la 52e, le score n'évolue plus, avec ce succès (2-1), les Polonais entament efficacement leur préparation.
Lee 22 mars 1978 au stade municipal de Luxembourg où la Pologne affronte la sélection luxembourgeoise. Lubański ouvre le score dès la 2e minute de jeu, Szarmach double la mise dès la 7e, le score reste alors figé jusqu'aux dernières minutes de jeu, à dix minutes du terme Szarmach réussit un doublé, cinq minutes plus tard Benjamin Reiter sauve l'honneur pour les Luxembourgeois, les Polonais s'imposent finalement (3-1).
Le 5 avril, les Polonais disputent leur seconde rencontre de l'année en recevant la Grèce au Stadion im. 22 lipca de Poznań. Lato ouvre le score à la 12e, sur frappe du gauche de l'entrée de la surface, il profite d'un rebond devant le portier hellène Zafeiris Kakkaris pour tromper ce dernier. Six minutes plus tard c'est au tour de Kazimierz Deyna de marquer. À la 21e minute Władysław Żmuda profite d'une corner cafouillé pour reprendre victorieusement le cuir. Deyna inscrit son second but de la partie d’une volée du gauche, portant le tableau d'affichage à (4-0) à la mi-temps. Au retour des vestiaires, les Polonais aggravent la marque, Zbigniew Boniek inscrivant le cinquième but à la 48e, avant de concéder deux buts par Petros Karavitis (55e) puis Thomas Mavros (77e). Score final de 5 à 2 en faveur de la Pologne.
La semaine suivante, la sélection polonaise reçoit l'Irlande au Stadion Miejski de Łódź. Contrairement aux précédentes rencontres, les Polonais ne réussissent pas à faire la différence en début de rencontre. Ils prennent les devants après 7 minutes en seconde période, Zbigniew Boniek profitant d'un ballon repoussé par les montants irlandais pour marquer. À l'heure de jeu, Deyna double la mise d'une frappe de plus de 25 mètres qui va se loger sous la barre des verts et blancs. Dans les dernières minutes Włodzimierz Mazur d'une tête plongeante au second poteau porte le score à (3-0).
La Pologne termine sa préparation en accueillant au Stadion Dziesięciolecia de Varsovie contre la Bulgarie. Les Polonais s'imposent 1-0 sur un but de Lato à la 66e minute. Cette victoire conclut une bonne préparation, avec 4 victoires en autant de rencontres en ce début 1978.
| Match amical     | Pologne | 2 - 1   | Suède |                                                                         |                                                                         |
| 12 novembre 1977 | Kusto 17e, Deyna 52e (pen.) | (1 - 1) | Åslund 36e | Stadion Olimpijsk , Wrocław Spectateurs : 20 000 Arbitrage : M.Christov | Stadion Olimpijsk , Wrocław Spectateurs : 20 000 Arbitrage : M.Christov |
| 12 novembre 1977 | Rapport |         | | Stadion Olimpijsk , Wrocław Spectateurs : 20 000 Arbitrage : M.Christov | Stadion Olimpijsk , Wrocław Spectateurs : 20 000 Arbitrage : M.Christov |
| 12 novembre 1977 | Tomaszewski - Szymanowski, Żmuda, Jakubczyk (Maculewicz 65e ), Rudy (Płaszewski 46e ) - Sobol , Deyna , Boniek - Kusto, Mazur (Tyc 88e ), Okoński (Kupcewicz 46e ) | Équipes | Hagberg - Andersson (Amberntsson 82e ), Andersson, Nordqvist , Johansson - Larsson, Selander (Fredriksson 65e ), Larsson , Sjöberg - Åslund, Nordin (Nilsson 77e ) | Stadion Olimpijsk , Wrocław Spectateurs : 20 000 Arbitrage : M.Christov | Stadion Olimpijsk , Wrocław Spectateurs : 20 000 Arbitrage : M.Christov |

| Match amical | Luxembourg | 1 - 3   | Pologne |                                                                      |                                                                      |
| 22 mars 1978 | Reiter 85e | (0 - 2) | Lubański 2e, Szarmach 7e 80e | Stade municipal, Luxembourg Spectateurs : 3 000 Arbitrage : M.Racine | Stade municipal, Luxembourg Spectateurs : 3 000 Arbitrage : M.Racine |
| 22 mars 1978 | Rapport |         | | Stade municipal, Luxembourg Spectateurs : 3 000 Arbitrage : M.Racine | Stade municipal, Luxembourg Spectateurs : 3 000 Arbitrage : M.Racine |
| 22 mars 1978 | Moes - Fandel, Philipp , Léon Mond, Zangerle (Raths 83e ) - Monacelli, Margue (Weis 61e ), Dresch - Michaux (Reiter 46e ), Di Domenico, Zwally | Équipes | Tomaszewski (Kukla 46e ) - Maculewicz, Szymanowski, Żmuda, Justek- Kasperczak (Kwaśniewski 72e ), Deyna , Boniek - Lato (Kusto 61e ), Lubański, Szarmach | Stade municipal, Luxembourg Spectateurs : 3 000 Arbitrage : M.Racine | Stade municipal, Luxembourg Spectateurs : 3 000 Arbitrage : M.Racine |

| Match amical | Pologne | 5 - 2   | Grèce |                                                                           |                                                                           |
| 5 avril 1978 | Lato 12e, Deyna 18e 33e, Żmuda 33e, Boniek 48e                                                                                                 | (4 - 0) | Karavitis 55e, Mavros 77e | Stadion im. 22 lipca, Poznań Spectateurs : 10 000 Arbitrage : M.Dinulescu | Stadion im. 22 lipca, Poznań Spectateurs : 10 000 Arbitrage : M.Dinulescu |
| 5 avril 1978 | Rapport |         | | Stadion im. 22 lipca, Poznań Spectateurs : 10 000 Arbitrage : M.Dinulescu | Stadion im. 22 lipca, Poznań Spectateurs : 10 000 Arbitrage : M.Dinulescu |
| 5 avril 1978 | Kostrzewa - Szymanowski, Szewczyk, Żmuda, Justek - Nawałka , Deyna (Kwaśniewski 46e ), Boniek - Lato (Gzil 46e ), Szarmach (Mazur 58e ), Kusto | Équipes | Kakkaris - Kyrastas, Foiros, Ravousis (Pellios 75e ), Iosifidis - Anastasiadis, Terzanidis (Karavitis 47e ), Papaioannou , Ardizoglou (Orfanos 46e ) - Galakos, Mavros | Stadion im. 22 lipca, Poznań Spectateurs : 10 000 Arbitrage : M.Dinulescu | Stadion im. 22 lipca, Poznań Spectateurs : 10 000 Arbitrage : M.Dinulescu |

| Match amical  | Pologne | 3 - 0   | République d'Irlande                                                                                               |                                                                    |                                                                    |
| 12 avril 1978 | Boniek 52e, Deyna 60e, Mazur 82e | (0 - 0) | | Stadion Miejski, Łódź Spectateurs : 30 000 Arbitrage : M.Scheurell | Stadion Miejski, Łódź Spectateurs : 30 000 Arbitrage : M.Scheurell |
| 12 avril 1978 | Rapport |         | | Stadion Miejski, Łódź Spectateurs : 30 000 Arbitrage : M.Scheurell | Stadion Miejski, Łódź Spectateurs : 30 000 Arbitrage : M.Scheurell |
| 12 avril 1978 | Tomaszewski - Szymanowski, Wójcicki, Justek (Wojtowicz 64e ), Żmuda - Nawałka (Mazur 72e ), Deyna , Boniek - Lato, Lubański, Szarmach | Équipes | Peyton - Eamonn Gregg, Lawrenson, Synnott, Holmes - Grimes, Giles (Clarke 78e ), Daly, Braddish - Treacy , Muckian | Stadion Miejski, Łódź Spectateurs : 30 000 Arbitrage : M.Scheurell | Stadion Miejski, Łódź Spectateurs : 30 000 Arbitrage : M.Scheurell |

| Match amical  | Pologne | 1 - 0   | Bulgarie |                                                                             |                                                                             |
| 26 avril 1978 | Lato 66e | (0 - 0) | | Stadion Dziesięciolecia, Varsovie Spectateurs : 45 000 Arbitrage : M.Stupar | Stadion Dziesięciolecia, Varsovie Spectateurs : 45 000 Arbitrage : M.Stupar |
| 26 avril 1978 | Rapport |         | | Stadion Dziesięciolecia, Varsovie Spectateurs : 45 000 Arbitrage : M.Stupar | Stadion Dziesięciolecia, Varsovie Spectateurs : 45 000 Arbitrage : M.Stupar |
| 26 avril 1978 | Tomaszewski - Szymanowski, Gorgoń, Żmuda, Wawrowski (Kasperczak 46e ) - Nawałka, Deyna , Boniek - Lato, Lubański, Szarmach (Terlecki 50e ) | Équipes | Staykov - Minchev, Dimitrov, Bonev, Iliev - Tishanski, Metodiev , Markov, Manolov (Tsvetkov 46e ) - Minchev, Stankov | Stadion Dziesięciolecia, Varsovie Spectateurs : 45 000 Arbitrage : M.Stupar | Stadion Dziesięciolecia, Varsovie Spectateurs : 45 000 Arbitrage : M.Stupar |

## Phase finale

### Premier tour - groupe II
Les Polonais disputent le match d'ouverture du mundial à l'Estadio Monumental de Buenos Aires contre le champion du monde sortant, la RFA, qui quatre ans plus tôt avait barré la route de la finale à la Pologne. La partie est serrée entre deux sélections qui commencent prudemment le tournoi, et comme c'est habituellement le cas à l'époque en match d'ouverture, aucun but n'est marqué (0-0),. Lors de la seconde journée, la Pologne rencontre  la Tunisie à l'Estadio Gigante de Arroyito de Rosario. La sélection polonaise peine face aux Tunisiens, mais assure l'essentiel en engrangeant les deux points. Lancé par une balle piquée de Włodzimierz Lubański par-dessus la défense Grzegorz Lato profite du raté du défenseur tunisien Ali Kaabi pour se retrouver seul face au portier adverse et ouvrir le score juste avant la pause. Cette victoire (1-0) permet à la Pologne de garder la seconde place et de se rapprocher de la qualification pour le second tour. Les Polonais jouent en troisième journée contre le Mexique de nouveau à l'Estadio Gigante de Arroyito de Rosario. À la 43e minute, Zbigniew Boniek ouvre le score d'une frappe en force des six mètres sur un passe en retrait de Grzegorz Lato. Au retour des vestiaires, les Mexicains égalisent par l'intermédiaire de Víctor Rangel qui trompe Jan Tomaszewski en déviant un centre à ras de terre venu de la droite. Quatre minutes plus tard, les Polonais reprennent l'avantage à la suite d'une partie de billard aux abords de la surface mexicaine : une passe en retrait d'Andrzej Iwan revient sur Deyna qui déclenche une frappe instantanée du gauche des vingt mètres qui vient se logre dans la lucarne mexicaine. Dans les dernières minutes, Boniek inscrit son second but de la partie d'une frappe du droit des trente mètres. Victorieuse 3-1,, la Pologne profite du faux-pas de la RFA accrochée par la Tunisie (0-0) pour s'emparer de la première place du groupe 2.
| Rang | Équipe               | Pts | J | G | N | P | Bp | Bc | Diff |
| ---- | -------------------- | --- | - | - | - | - | -- | -- | ---- |
| 1    | Pologne              | 5   | 3 | 2 | 1 | 0 | 4  | 1  | +3   |
| 2    | Allemagne de l'Ouest | 4   | 3 | 1 | 2 | 0 | 6  | 0  | +6   |
| 3    | Tunisie              | 3   | 3 | 1 | 1 | 1 | 3  | 2  | +1   |
| 4    | Mexique              | 0   | 3 | 0 | 0 | 3 | 2  | 12 | -10  |

| 1er juin 1978 Match d'ouverture   | Allemagne de l'Ouest | 0 - 0 | Pologne | Estadio Monumental, Buenos Aires                         |                                                          |
| 15:00 · Historique des rencontres |                      |       |         | Spectateurs : 67 579 Arbitrage : Ángel Norberto Coerezza | Spectateurs : 67 579 Arbitrage : Ángel Norberto Coerezza |
| 15:00 · Historique des rencontres | (Rapport)            |       |         | Spectateurs : 67 579 Arbitrage : Ángel Norberto Coerezza | Spectateurs : 67 579 Arbitrage : Ángel Norberto Coerezza |

| 6 juin 1978                       | Pologne   | 1 - 0 | Tunisie | Estadio Gigante de Arroyito, Rosario                  |                                                       |
| 16:45 · Historique des rencontres | Lato 43e  |       |         | Spectateurs : 9 624 Arbitrage : Angel Franco Martínez | Spectateurs : 9 624 Arbitrage : Angel Franco Martínez |
| 16:45 · Historique des rencontres | (Rapport) |       |         | Spectateurs : 9 624 Arbitrage : Angel Franco Martínez | Spectateurs : 9 624 Arbitrage : Angel Franco Martínez |

| 10 juin 1978                      | Pologne                     | 3 - 1 | Mexique    | Estadio Gigante de Arroyito, Rosario           |                                                |
| 16:45 · Historique des rencontres | Boniek 43e, 84e · Deyna 56e |       | Rangel 52e | Spectateurs : 22 651 Arbitrage : Jaffar Namdar | Spectateurs : 22 651 Arbitrage : Jaffar Namdar |
| 16:45 · Historique des rencontres | (Rapport)                   |       |            | Spectateurs : 22 651 Arbitrage : Jaffar Namdar | Spectateurs : 22 651 Arbitrage : Jaffar Namdar |

### Deuxième tour - groupe B
Au second tour, la Pologne se retrouve en compagnie des trois sud-américains, l'Argentine deuxième du groupe 1 et nation hôte de la compétition, du Brésil deuxième du groupe 3 et du Pérou surprenant premier du groupe 4. En match décalé de la première journée de ce groupe B, la Pologne affronte l'Argentine à l'Estadio Gigante de Arroyito de Rosario où les Polonais disputent leur troisième rencontre consécutive. Mario Kempes ouvre le score de la tête à la 16e minute pour l'Argentine et double la mise à vingt minutes du terme, servi par Osvaldo Ardiles à l'entrée de la surface de réparation, l'attaquant argentin s'ouvrant le chemin du but en éliminant le dernier défenseur polonais d'un crochet avant de tromper Tomaszewski venu à sa rencontre. La Pologne est battue 2-0 alors que sa prestation fut certainement la plus aboutie de ce mondial, ses espoirs de finale en sont compromis dès la première journée. Le 18 juin la Pologne rencontre le Pérou également défait lors de la première journée, les Polonais assurent l'essentiel lors de cette rencontre en s'imposant (1-0) sur un but de Szarmach à la 64e minute de jeu qui profite du bon pressing de Grzegorz Lato côté droit, venu récupérer le ballon dans les pieds de Jose Navarro, Lato adressant ensuite un centre brossé au second poteau pour la tête plongeante d'Andrzej Szarmach. Avec cette victoire, la Pologne conserve ses chances en pointant à la 3e place du groupe un point derrière le Brésil et l'Argentine à l'issue de cette journée. Lors de la troisième journée, les Polonais rencontrent le Brésil pour un match décisif. Dès la 12e minutes le portier polonais s'incline, Nelinho d'un coup franc frappé en force trompant Zygmunt Kukla sur sa gauche. Quelques secondes avant la pause Lato remet les deux équipes à égalité. Roberto Dinamite redonne peu avant l'heure de jeu l'avantage aux Brésiliens en poussant au fond des filets un ballon repoussé par le montant polonais. Les Brésiliens se montrent pressant touchant successivement le poteau puis la barre transversale, les Polonais ne réussissent pas à se dégager, et dans la continuité de l'action, Roberto Dinamite inscrit son second but de la partie en reprenant puissamment une nouvelle frappe brésilienne repoussée par les montants. Avec cette nouvelle défaite, cette fois-ci sur le score de (3-1), la Pologne est écartée de la finale et de la petite finale et termine à la troisième place du groupe B.
| Rang | Équipe    | Pts | J | G | N | P | Bp | Bc | Diff |
| ---- | --------- | --- | - | - | - | - | -- | -- | ---- |
| 1    | Argentine | 5   | 3 | 2 | 1 | 0 | 8  | 0  | +8   |
| 2    | Brésil    | 5   | 3 | 2 | 1 | 0 | 6  | 1  | +5   |
| 3    | Pologne   | 2   | 3 | 1 | 0 | 2 | 2  | 5  | -3   |
| 4    | Pérou     | 0   | 3 | 0 | 0 | 3 | 0  | 10 | -10  |

| 14 juin 1978                      | Argentine       | 2 - 0 | Pologne | Estadio Gigante de Arroyito, Rosario          |                                               |
| 19:15 · Historique des rencontres | Kempes 16e, 71e |       |         | Spectateurs : 37 091 Arbitrage : Ulf Eriksson | Spectateurs : 37 091 Arbitrage : Ulf Eriksson |
| 19:15 · Historique des rencontres | (Rapport)       |       |         | Spectateurs : 37 091 Arbitrage : Ulf Eriksson | Spectateurs : 37 091 Arbitrage : Ulf Eriksson |

| 18 juin 1978                      | Pérou     | 0 - 1 | Pologne      | Estadio Ciudad de Mendoza, Mendoza                 |                                                    |
| 13:45 · Historique des rencontres |           |       | Szarmach 65e | Spectateurs : 35 288 Arbitrage : Patrick Partridge | Spectateurs : 35 288 Arbitrage : Patrick Partridge |
| 13:45 · Historique des rencontres | (Rapport) |       |              | Spectateurs : 35 288 Arbitrage : Patrick Partridge | Spectateurs : 35 288 Arbitrage : Patrick Partridge |

| 21 juin 1978                      | Pologne   | 1 - 3 | Brésil                                  | Estadio Ciudad de Mendoza, Mendoza                     |                                                        |
| 16:45 · Historique des rencontres | Lato 45e  |       | Nelinho 12e · Roberto Dinamite 57e, 63e | Spectateurs : 39 586 Arbitrage : Juan Silvagno Cavanna | Spectateurs : 39 586 Arbitrage : Juan Silvagno Cavanna |
| 16:45 · Historique des rencontres | (Rapport) |       |                                         | Spectateurs : 39 586 Arbitrage : Juan Silvagno Cavanna | Spectateurs : 39 586 Arbitrage : Juan Silvagno Cavanna |

## Statistiques

### Temps de jeu
| Joueur               |          |          |          |          |          |          | TT       | But      | MJ       | MT       | Légende |
| -------------------- | -------- | -------- | -------- | -------- | -------- | -------- | -------- | -------- | -------- | -------- | --- |
| Gardiens             | Gardiens | Gardiens | Gardiens | Gardiens | Gardiens | Gardiens | Gardiens | Gardiens | Gardiens | Gardiens | Abréviations et symboles : · TT : Total de minutes jouées · MJ : Nombre de matchs joués · MT : Matchs joués en tant que titulaire · : but · : joueur entré · : joueur remplacé · : capitaine · : carton jaune · : carton rouge |
| Jan Tomaszewski      | 90'      | 90'      | 90'      | 90'      | 0'       | 0'       | 360'     | 0        | 4        | 4        | Abréviations et symboles : · TT : Total de minutes jouées · MJ : Nombre de matchs joués · MT : Matchs joués en tant que titulaire · : but · : joueur entré · : joueur remplacé · : capitaine · : carton jaune · : carton rouge |
| Zygmunt Kukla        | 0'       | 0'       | 0'       | 0'       | 90'      | 90'      | 180'     | 0        | 2        | 2        | Abréviations et symboles : · TT : Total de minutes jouées · MJ : Nombre de matchs joués · MT : Matchs joués en tant que titulaire · : but · : joueur entré · : joueur remplacé · : capitaine · : carton jaune · : carton rouge |
| Zdzisław Kostrzewa   | 0'       | 0'       | 0'       | 0'       | 0'       | 0'       | 0'       | 0        | 0        | 0        | Abréviations et symboles : · TT : Total de minutes jouées · MJ : Nombre de matchs joués · MT : Matchs joués en tant que titulaire · : but · : joueur entré · : joueur remplacé · : capitaine · : carton jaune · : carton rouge |
| Défenseurs           |          |          |          |          |          |          |          |          |          |          | Abréviations et symboles : · TT : Total de minutes jouées · MJ : Nombre de matchs joués · MT : Matchs joués en tant que titulaire · : but · : joueur entré · : joueur remplacé · : capitaine · : carton jaune · : carton rouge |
| Henryk Maculewicz    | 90'      | 90'      | 6'       | 90'      | 90'      | 90'      | 456'     | 0        | 6        | 5        | Abréviations et symboles : · TT : Total de minutes jouées · MJ : Nombre de matchs joués · MT : Matchs joués en tant que titulaire · : but · : joueur entré · : joueur remplacé · : capitaine · : carton jaune · : carton rouge |
| Antoni Szymanowski   | 90'      | 90'      | 90'      | 90'      | 90'      | 90'      | 540'     | 0        | 6        | 6        | Abréviations et symboles : · TT : Total de minutes jouées · MJ : Nombre de matchs joués · MT : Matchs joués en tant que titulaire · : but · : joueur entré · : joueur remplacé · : capitaine · : carton jaune · : carton rouge |
| Jerzy Gorgoń         | 90'      | 90'      | 90'      | 0'       | 90'      | 90'      | 450'     | 0        | 5        | 5        | Abréviations et symboles : · TT : Total de minutes jouées · MJ : Nombre de matchs joués · MT : Matchs joués en tant que titulaire · : but · : joueur entré · : joueur remplacé · : capitaine · : carton jaune · : carton rouge |
| Władysław Żmuda      | 90'      | 90'      | 90'      | 90'      | 90'      | 90'      | 540'     | 0        | 6        | 6        | Abréviations et symboles : · TT : Total de minutes jouées · MJ : Nombre de matchs joués · MT : Matchs joués en tant que titulaire · : but · : joueur entré · : joueur remplacé · : capitaine · : carton jaune · : carton rouge |
| Wojciech Rudy        | 0'       | 0'       | 84'      | 0'       | 0'       | 0'       | 84'      | 0        | 1        | 1        | Abréviations et symboles : · TT : Total de minutes jouées · MJ : Nombre de matchs joués · MT : Matchs joués en tant que titulaire · : but · : joueur entré · : joueur remplacé · : capitaine · : carton jaune · : carton rouge |
| Mirosław Justek      | 0'       | 0'       | 0'       | 0'       | 0'       | 0'       | 0'       | 0        | 0        | 0        | Abréviations et symboles : · TT : Total de minutes jouées · MJ : Nombre de matchs joués · MT : Matchs joués en tant que titulaire · : but · : joueur entré · : joueur remplacé · : capitaine · : carton jaune · : carton rouge |
| Roman Wójcicki       | 0'       | 0'       | 0'       | 0'       | 0'       | 0'       | 0'       | 0        | 0        | 0        | Abréviations et symboles : · TT : Total de minutes jouées · MJ : Nombre de matchs joués · MT : Matchs joués en tant que titulaire · : but · : joueur entré · : joueur remplacé · : capitaine · : carton jaune · : carton rouge |
| Milieux              |          |          |          |          |          |          |          |          |          |          | Abréviations et symboles : · TT : Total de minutes jouées · MJ : Nombre de matchs joués · MT : Matchs joués en tant que titulaire · : but · : joueur entré · : joueur remplacé · : capitaine · : carton jaune · : carton rouge |
| Adam Nawałka         | 90'      | 90'      | 0'       | 90'      | 90'      | 90'      | 450'     | 0        | 5        | 5        | Abréviations et symboles : · TT : Total de minutes jouées · MJ : Nombre de matchs joués · MT : Matchs joués en tant que titulaire · : but · : joueur entré · : joueur remplacé · : capitaine · : carton jaune · : carton rouge |
| Henryk Kasperczak    | 6'       | 90'      | 90'      | 90'      | 45'      | 64'      | 385'     | 0        | 6        | 4        | Abréviations et symboles : · TT : Total de minutes jouées · MJ : Nombre de matchs joués · MT : Matchs joués en tant que titulaire · : but · : joueur entré · : joueur remplacé · : capitaine · : carton jaune · : carton rouge |
| Bohdan Masztaler     | 84'      | 0'       | 90'      | 64'      | 45'      | 0'       | 283'     | 0        | 4        | 4        | Abréviations et symboles : · TT : Total de minutes jouées · MJ : Nombre de matchs joués · MT : Matchs joués en tant que titulaire · : but · : joueur entré · : joueur remplacé · : capitaine · : carton jaune · : carton rouge |
| Kazimierz Deyna      | 90'      | 90'      | 90'      | 90'      | 90'      | 90'      | 540'     | 1        | 6        | 6        | Abréviations et symboles : · TT : Total de minutes jouées · MJ : Nombre de matchs joués · MT : Matchs joués en tant que titulaire · : but · : joueur entré · : joueur remplacé · : capitaine · : carton jaune · : carton rouge |
| Janusz Kupcewicz     | 0'       | 0'       | 0'       | 0'       | 0'       | 0'       | 0'       | 0        | 0        | 0        | Abréviations et symboles : · TT : Total de minutes jouées · MJ : Nombre de matchs joués · MT : Matchs joués en tant que titulaire · : but · : joueur entré · : joueur remplacé · : capitaine · : carton jaune · : carton rouge |
| Attaquants           |          |          |          |          |          |          |          |          |          |          | Abréviations et symboles : · TT : Total de minutes jouées · MJ : Nombre de matchs joués · MT : Matchs joués en tant que titulaire · : but · : joueur entré · : joueur remplacé · : capitaine · : carton jaune · : carton rouge |
| Włodzimierz Mazur    | 0'       | 0'       | 0'       | 26'      | 0'       | 0'       | 26'      | 0        | 1        | 0        | Abréviations et symboles : · TT : Total de minutes jouées · MJ : Nombre de matchs joués · MT : Matchs joués en tant que titulaire · : but · : joueur entré · : joueur remplacé · : capitaine · : carton jaune · : carton rouge |
| Andrzej Iwan         | 0'       | 30'      | 76'      | 0'       | 0'       | 0'       | 106'     | 0        | 2        | 1        | Abréviations et symboles : · TT : Total de minutes jouées · MJ : Nombre de matchs joués · MT : Matchs joués en tant que titulaire · : but · : joueur entré · : joueur remplacé · : capitaine · : carton jaune · : carton rouge |
| Marek Kusto          | 0'       | 0'       | 0'       | 0'       | 0'       | 0'       | 0'       | 0        | 0        | 0        | Abréviations et symboles : · TT : Total de minutes jouées · MJ : Nombre de matchs joués · MT : Matchs joués en tant que titulaire · : but · : joueur entré · : joueur remplacé · : capitaine · : carton jaune · : carton rouge |
| Grzegorz Lato        | 90'      | 90'      | 90'      | 90'      | 90'      | 90'      | 540'     | 2        | 6        | 6        | Abréviations et symboles : · TT : Total de minutes jouées · MJ : Nombre de matchs joués · MT : Matchs joués en tant que titulaire · : but · : joueur entré · : joueur remplacé · : capitaine · : carton jaune · : carton rouge |
| Andrzej Szarmach     | 90'      | 60'      | 0'       | 90'      | 90'      | 90'      | 420'     | 1        | 5        | 5        | Abréviations et symboles : · TT : Total de minutes jouées · MJ : Nombre de matchs joués · MT : Matchs joués en tant que titulaire · : but · : joueur entré · : joueur remplacé · : capitaine · : carton jaune · : carton rouge |
| Zbigniew Boniek      | 11'      | 14'      | 90'      | 90'      | 86'      | 90'      | 381'     | 2        | 6        | 4        | Abréviations et symboles : · TT : Total de minutes jouées · MJ : Nombre de matchs joués · MT : Matchs joués en tant que titulaire · : but · : joueur entré · : joueur remplacé · : capitaine · : carton jaune · : carton rouge |
| Włodzimierz Lubański | 79'      | 76'      | 14'      | 0'       | 4'       | 26'      | 199'     | 0        | 5        | 2        | Abréviations et symboles : · TT : Total de minutes jouées · MJ : Nombre de matchs joués · MT : Matchs joués en tant que titulaire · : but · : joueur entré · : joueur remplacé · : capitaine · : carton jaune · : carton rouge |

### Buteurs
Au cours du mondial, les Polonais n'inscrivent que six buts en autant de rencontre, avec quatre joueurs différents, Zbigniew Boniek et Grzegorz Lato ont chacun inscrit deux buts lors de ce mondial sud-américain, Kazimierz Deyna et Andrzej Szarmach ont eux inscrit un seul but.
| Place | Joueur           | Poste | Buts | MJ | Temps | Adversaire     |
| ----- | ---------------- | ----- | ---- | -- | ----- | -------------- |
| 1     | Zbigniew Boniek  | A     | 2    | 6  | 381   | Mexique (2)    |
| 1     | Grzegorz Lato    | A     | 2    | 6  | 540   | Tunisie Brésil |
| 3     | Andrzej Szarmach | A     | 1    | 5  | 420   | Pérou          |
| 3     | Kazimierz Deyna  | M     | 1    | 6  | 540   | Tunisie        |